# Poklad ze Skrwilna

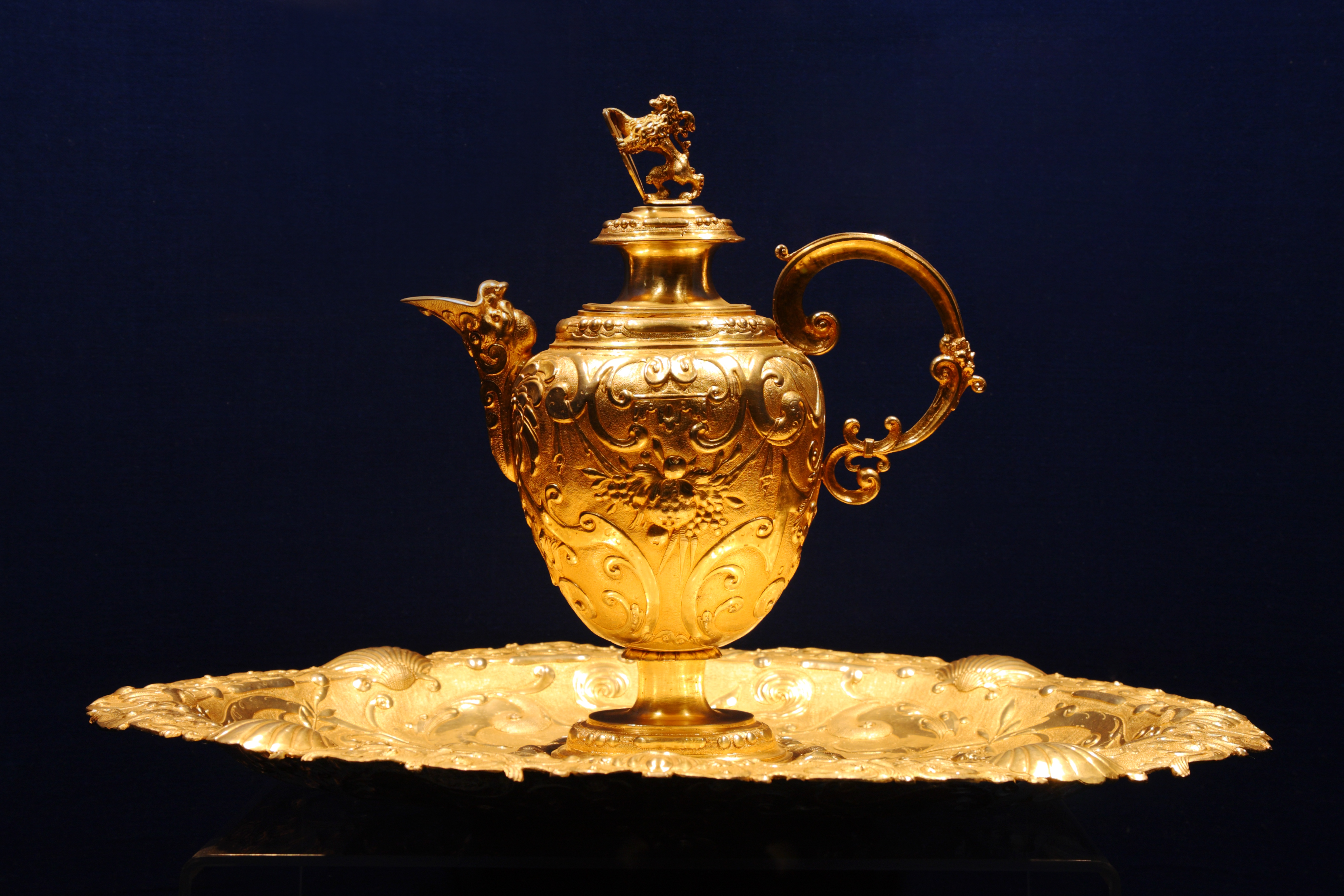
Křestní souprava, B. Grill, Augsburg 1615–1617

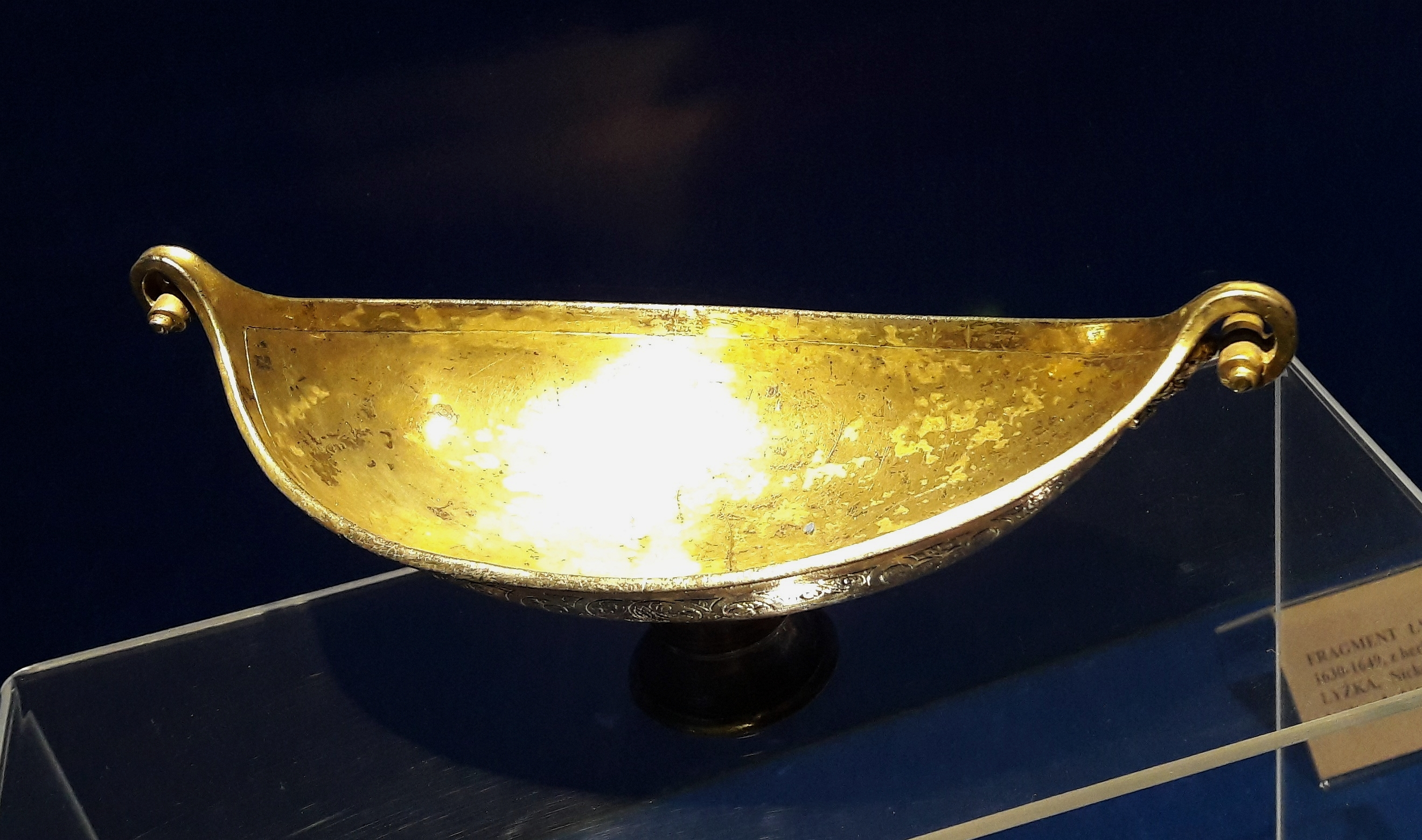
Stříbrná miska z pokladu

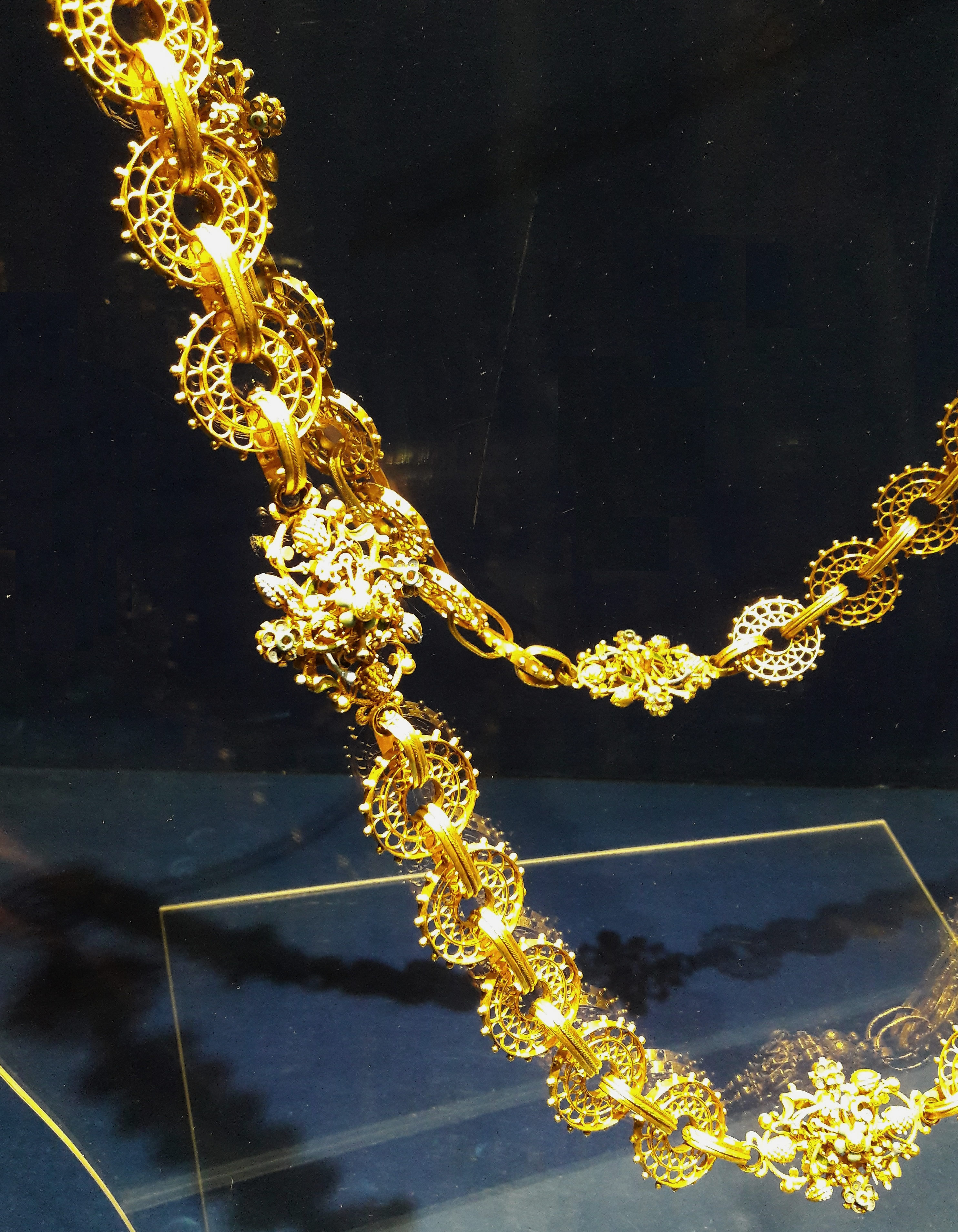
Řetěz s drahokamy

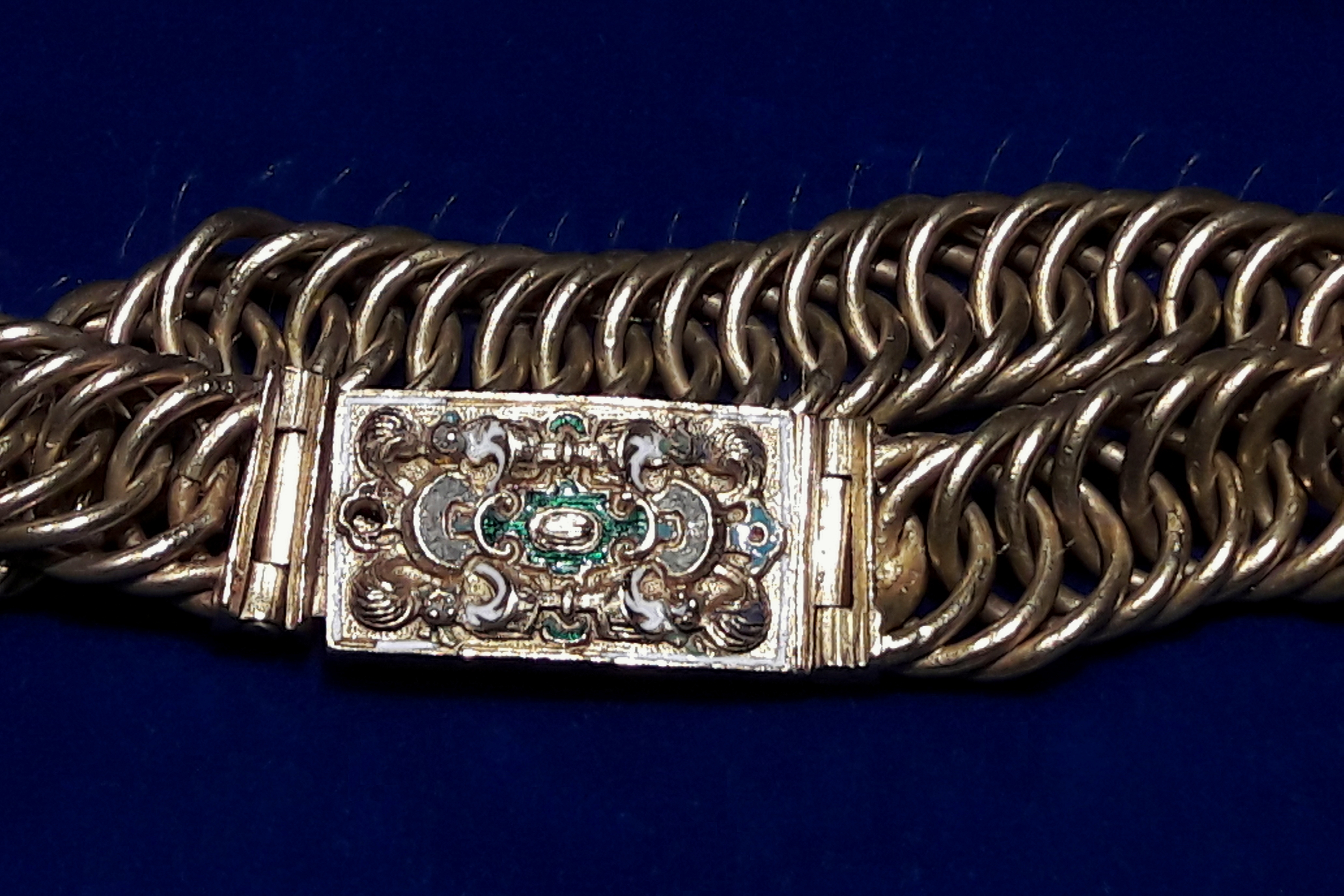
Náramek

Poklad ze Skrwilna je největší poklad renesančních a manýristických zlatých a stříbrných předmětů, nalezený v poválečném Polsku, a to roku 1961 ve Skrwilnu, vesnici v Kujavsko-pomořském vojvodství, v okrese Rypin mezi městy Rypinem a Sierpcem.

## Historie
Skrwilno je vesnice ležící v nížině v Dobrzyňské zemi, na řece Skrwě u jezera Skrwilno, v nadmořské výšce kolem 125 m n. m. a má asi 2.800 obyvatel. Území kolem Skrwilna patří k nejstarším krajům, osídleným Slovany z kmene Wislanů. Jejich hradiště z 11. až 12. století bylo ve Skrwilně archeologicky zdokumentováno již v 19. století. V květnu roku 1961 zde byly opět hledány stopy středověkého osídlení. Byl však vykopán poklad renesančního a manýristického stolního stříbra a šperků o celkové váze přes 2 kilogramy zlata a 5 kilogramů stříbra. Poklad se zachoval vcelku díky kurátorce muzea, která při hledání pokladu dělníky dozorovala. Poklad je vystavený v Okresním muzeu v Toruni společně s dalším souborem klenotů, nalezeným v Nieszawách.

## Obsah
Nejcennějším předmětem je křestní souprava konvice a lavaba ze zlaceného stříbra, dílo Balthasara Grilla, stříbrníka z Augsburgu. Dále byly nalezeny miska na vodu, dvoje nůžky – kratiknoty, mužské i ženské oděvní šperky jako zlaté řetězy, pás, náramky, zlaté gombíky s rubíny (z pláště Stanislava Piwa), prsteny a přívěsky s drahokamy a perlami, pocházející z let 1560–1642, zhotovené v různých zlatnických dílnách, mimo jiné také v Praze.

## Majitelé
Během válečné invaze Švédů do Polsko-litevského svazu v letech 1655–1660 dala poklad zakopat majitelka předmětů, šlechtična Žofie Magdaléna Loka, dcera Jan Loky s erbem rogala, a vdova po Stanislavu Piwovi z Prawdzic, majitelka panství, která sídlila v tamním paláci, pobořeném za 2. světové války. Oba manželé byli milovníky umění a štědrými donátory chrámového stříbra do kostelů na svém panství.